# Homo (album)
Homo è il primo album del gruppo musicale Ut, pubblicato nel 1974 per la Erre Records

## Il disco
Il significato delle canzoni è la vita di un uomo (Homo) dalla nascita fino al suo ritorno, vista attraverso le esperienze più significative che attraversa. Cioè: Incarnazione (la nascita), Afrodite (il primo amore), Morfeo (la prima esperienza con la droga che inizialmente ti esalta e poi ti coinvolge in un turbine depressivo), Mars (la guerra), La mia vita (primo bilancio in età matura), Pace (La saggezza della vecchiaia), Trasmigrazione (il ritorno).
Il singolo Homo è stato per 10 settimane nella classifica di vendita, raggiungendo le posizioni dei "dischi caldi". Nel 1976 la cantante francese Sheila ha registrato la versione in francese del brano, con il titolo L'amour qui brûle en moi, che ha dato il titolo all'LP ed ha raggiunto la prima posizione nella classifica delle vendite in Francia.

## Tracce
Lato A
1. Incarnazione
2. Afrodite
3. Morfeo
4. Mars

Lato B
1. Homo
2. La mia vita
3. Pace
4. Trasmigrazione